# Línea 37 (EMT Madrid)
La línea 37 de la EMT de Madrid une la glorieta de Cuatro Caminos con el Puente de Vallecas, atravesando el centro de la ciudad.

## Características

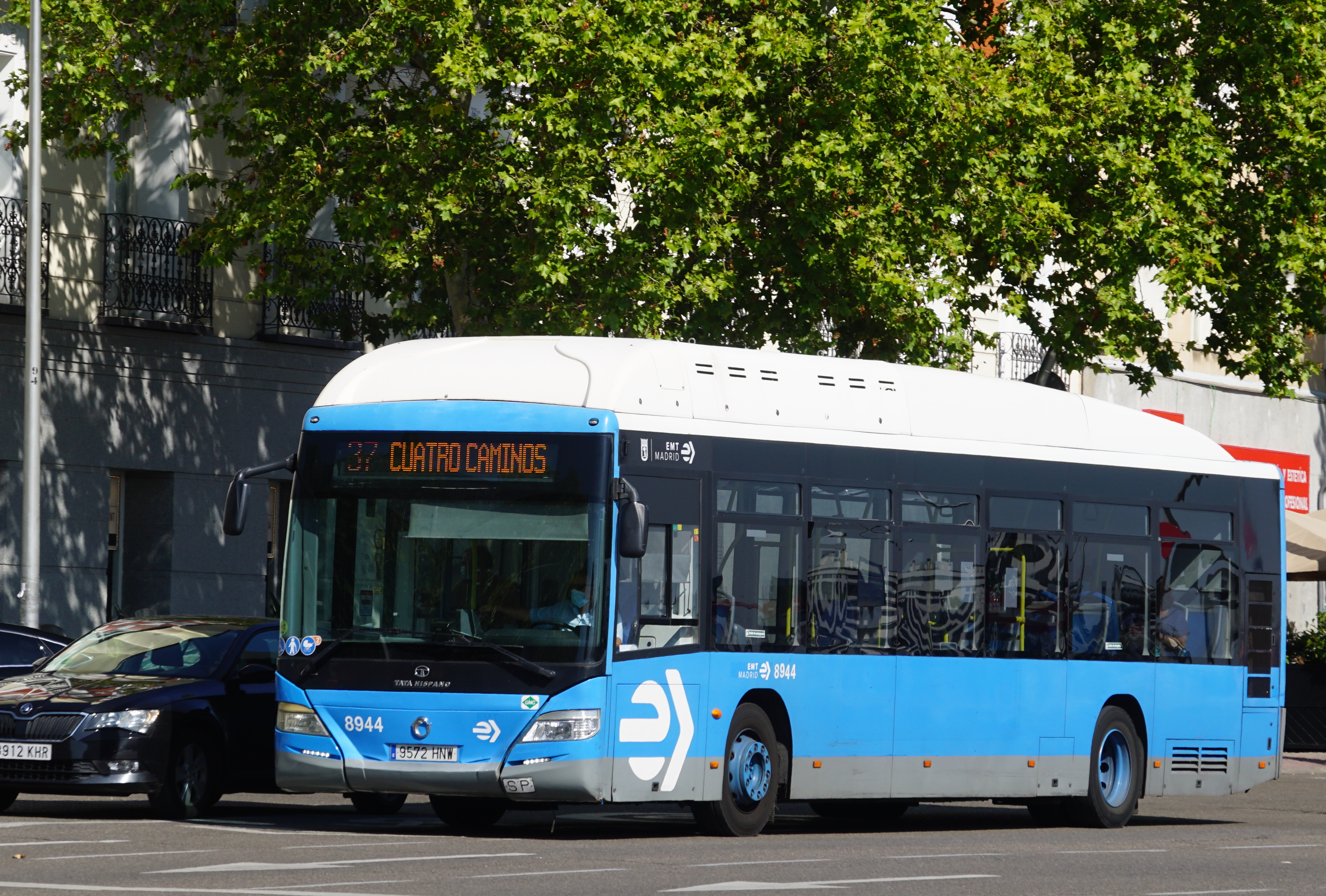
Junto a la estación de Atocha, agosto de 2020

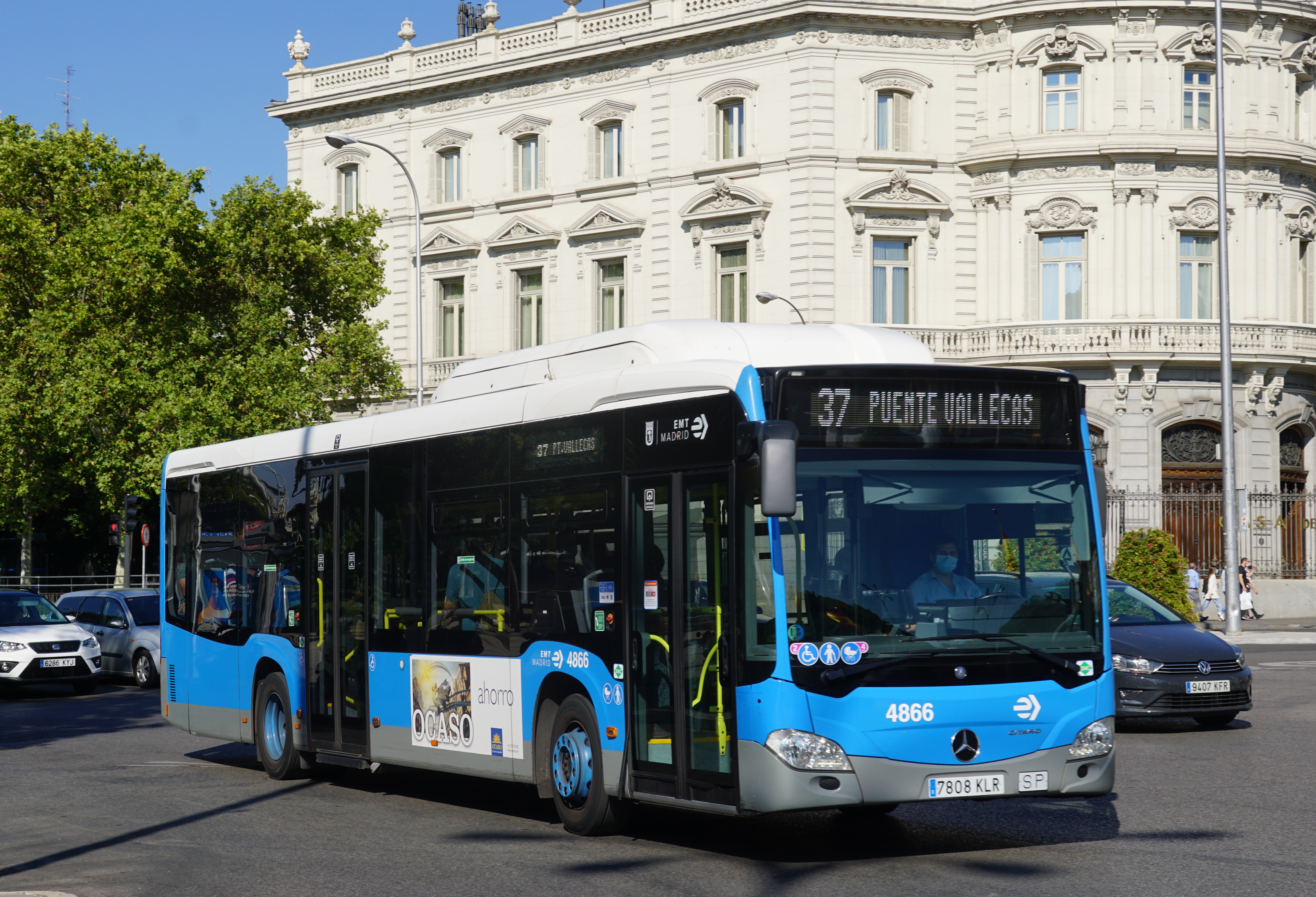
Junto a la Plaza de Cibeles, agosto de 2020

Esta línea vertebra el eje Bravo Murillo/Santa Engracia - Bulevares - Recoletos - Prado - Av. Ciudad de Barcelona.
Hasta el año 2010 la línea circulaba entre Sagasta y Recoletos a través de las calles Mejía Lequerica, Fernando VI y Bárbara de Braganza. Debido a la reordenación de tráfico efectuada en la zona, el recorrido en sentido Puente de Vallecas se desvió de forma definitiva por la calle Génova, manteniendo el trazado original en sentido Cuatro Caminos.
A finales de abril de 2019 la línea modificó su itinerario para evitar pasar por el túnel de Olavide, y así poder renovar el material móvil de la línea. Con esa modificación, en sentido sur la línea baja directa por la calle Fuencarral y en sentido norte la línea toma Luchana y Santa Engracia.
La línea tiene tramos coincidentes con la línea 1 de Metro de Madrid, por lo que la cantidad de viajeros que transporta entre ambas cabeceras es baja, siendo más utilizada para llegar desde cada una de sus cabeceras al centro de la ciudad, en especial al corazón del barrio de Justicia.

### Frecuencias
| Lunes a viernes laborables |               |
| De 6:00 a 8:00             | 10-15 minutos |
| De 8:00 a 19:00            | 10-11 minutos |
| De 19:00 a 23:00           | 11-20 minutos |
| Sábados laborables         |               |
| De 6:00 a 10:00            | 15-31 minutos |
| De 10:00 a 20:00           | 15-18 minutos |
| De 20:00 a 23:00           | 17-23 minutos |
| Domingos y festivos        |               |
| De 7:00 a 10:00            | 18-30 minutos |
| De 10:00 a 22:00           | 18-25 minutos |
| De 22:00 a 23:00           | 23-26 minutos |

### Material móvil
Antes de abril de 2019 la dotación habitual de la línea eran autobuses estándar Iveco Irisbus Noge Cittour (6644-6660) con base en el Centro de Operaciones de Entrevías. Debido a la limitación de gálibo en el paso inferior de la Plaza de Olavide esta línea no admitían autobuses propulsados por GNC, una limitación que también sufría la línea 3.
Actualmente suele estar dotada con Mercedes-Benz Citaro C2 NGT.

## Recorrido y paradas

### Sentido Puente de Vallecas
La línea inicia su recorrido en la calle de Bravo Murillo a unos 100 m al sur de la Glorieta de Cuatro Caminos, circulando por esta calle hasta llegar a la intersección con la calle Fuencarral, por la que se dirige para desviarse a la izquierda poco después por la calle de Sagasta.
La línea recorre esta calle y su prolongación natural, la calle Génova, al final de la cual gira a la derecha y se incorpora al Paseo de Recoletos.
Circula a continuación por este paseo hasta la Plaza de Cibeles, la atraviesa saliendo por el Paseo del Prado que recorre entero y en la Plaza del Emperador Carlos V sale por el Paseo de la Infanta Isabel, que abandona tras pasar junto a la estación de Atocha para circular por la Avenida de la Ciudad de Barcelona.
Al final de esta avenida, llega al Puente de Vallecas, donde se acaba su recorrido en las dársenas situadas bajo el puente de la M-30.
| Código | Parada                                | Común con                    | Conexiones con Metro y Cercanías | Otros |
| ------ | ------------------------------------- | ---------------------------- | -------------------------------- | ----- |
| 1381   | CUATRO CAMINOS (C/ Bravo Murillo, 87) |                              | Cuatro Caminos                   |       |
| 1382   | Bravo Murillo-Cristóbal Bordiú        | 3 149                        |                                  |       |
| 4496   | Juan Zorrilla                         | 3 149                        |                                  |       |
| 1383   | Canal                                 | 149                          | Canal                            |       |
| 1384   | Bravo Murillo-Donoso Cortés           | 149                          |                                  |       |
| 3389   | Bravo Murillo-Quevedo                 | 149                          |                                  |       |
| 3379   | Quevedo                               | 3 149                        | Quevedo                          |       |
| 3377   | Fuencarral-Albuquerque                | 3 149                        |                                  |       |
| 3375   | Fuencarral-Bilbao                     | 3 149                        | Bilbao                           |       |
| 1227   | Sagasta                               | 21 C03                       |                                  |       |
| 1229   | Alonso Martínez                       | 21 C03                       | Alonso Martínez                  |       |
| 5627   | Metro Colón                           | 21 C03                       | Colón                            |       |
| 68     | Recoletos                             | 5 14 27 45 53 150 C03        | Recoletos                        |       |
| 73     | Cibeles                               | 5 14 27 45 150 C03           | Banco de España                  |       |
| 76     | Banco de España                       | 14 27 45 001 C03             | Banco de España                  |       |
| 77     | Neptuno                               | 10 14 27 34 45 001 C03       |                                  |       |
| 79     | Museo del Prado-Jardín Botánico       | 10 14 27 34 45 001 C03       |                                  |       |
| 81     | Prado-Atocha                          | 10 14 27 34 45 001 C03 E1    | Estación del Arte                |       |
| 1401   | Estación de Atocha                    | 10 14 26 32 C2               | Atocha                           |       |
| 1402   | Basílica de Atocha                    | 24 54 57 102 141             |                                  |       |
| 1404   | Metro Menéndez Pelayo                 | 24 54 57 141                 | Menéndez Pelayo                  |       |
| 1406   | Junta Municipal de Retiro             | 24 54 57 141                 |                                  |       |
| 1408   | Pacífico                              | 24 54 57 141                 | Pacífico                         |       |
| 1410   | Ciudad de Barcelona-Seco              | 8 10 24 54 56 57 136 141 310 |                                  |       |
| 2058   | Puente de Vallecas                    | 8 10 24 54 56 57 136 141 310 |                                  |       |
| 1000   | PUENTE DE VALLECAS (dársena)          | 56 58 111                    | Puente de Vallecas               |       |

### Sentido Cuatro Caminos
El recorrido de vuelta es similar a la ida pero en sentido contrario exceptuando el tramo de Génova que cambia por Salesas y Mejia Lequerica y el final, donde circula por toda la calle Francisco de Rojas, Luchana y Santa Engracia hasta llegar a la Glorieta de Cuatro Caminos, donde gira para incorporarse a Bravo Murillo, hasta su cabecera frente al número 93.
| Código | Parada                                | Común con                    | Conexiones con Metro y Cercanías | Otros |
| ------ | ------------------------------------- | ---------------------------- | -------------------------------- | ----- |
| 1000   | PUENTE DE VALLECAS (dársena)          | 56 58 111                    | Puente de Vallecas               |       |
| 1411   | Ciudad de Barcelona-Seco              | 8 10 24 54 56 57 136 141 310 |                                  |       |
| 1409   | Pacífico                              | 24 54 57 141                 | Pacífico                         |       |
| 1407   | Junta Municipal de Retiro             | 24 54 57 141                 |                                  |       |
| 1405   | Metro Menéndez Pelayo                 | 24 54 57 141                 | Menéndez Pelayo                  |       |
| 1403   | Basílica de Atocha                    | 24 54 57 141                 |                                  |       |
| 2044   | Ministerio de Agricultura             | 26 32                        | Atocha                           |       |
| 82     | Prado-Atocha                          | 10 14 27 34 45 001 C03 E1    | Estación del Arte                |       |
| 5511   | Museo del Prado-Jardín Botánico       | 10 14 27 34 45 001 C03       |                                  |       |
| 78     | Neptuno                               | 10 14 27 34 45 001 C03       |                                  |       |
| 5443   | Cibeles-Ayuntamiento                  | 14 27 45 C03                 | Banco de España                  |       |
| 72     | Cibeles-Casa de América               | 5 14 27 45 53 150 C03        | Banco de España                  |       |
| 5564   | Bárbara de Braganza                   |                              | Recoletos                        |       |
| 1393   | Salesas                               |                              |                                  |       |
| 5876   | Santa Bárbara                         |                              |                                  |       |
| 280    | Sagasta                               | 40                           |                                  |       |
| 3555   | Luchana                               | 40 147                       | Bilbao                           |       |
| 1869   | Iglesia                               | 3                            | Iglesia                          |       |
| 1870   | Santa Engracia-García de Paredes      | 3                            |                                  |       |
| 1397   | Santa Engracia-Bretón de los Herreros | 3 149                        |                                  |       |
| 1398   | Metro Ríos Rosas                      | 3 149                        | Ríos Rosas                       |       |
| 1399   | Santa Engracia-María de Guzmán        | 3 45 149                     |                                  |       |
| 1420   | Cuatro Caminos                        | 3 45 149                     | Cuatro Caminos                   |       |
| 1381   | CUATRO CAMINOS (C/ Bravo Murillo, 87) |                              |                                  |       |

## Galería de imágenes

Mapa de la zona de Iglesia con los accesos al Metro y los recorridos de los autobuses de la EMT que pasan por ella.
Mapa de la zona de Ríos Rosas con los accesos al Metro y los recorridos de los autobuses de la EMT que pasan por ella.
Mapa de la zona de Alonso Cano con los accesos al Metro y los recorridos de los autobuses de la EMT que pasan por ella.